# Orchis militaris
Orchis militaris là một loài thực vật có hoa trong họ Lan. Loài này được L. mô tả khoa học đầu tiên năm 1753.

## Hình ảnh

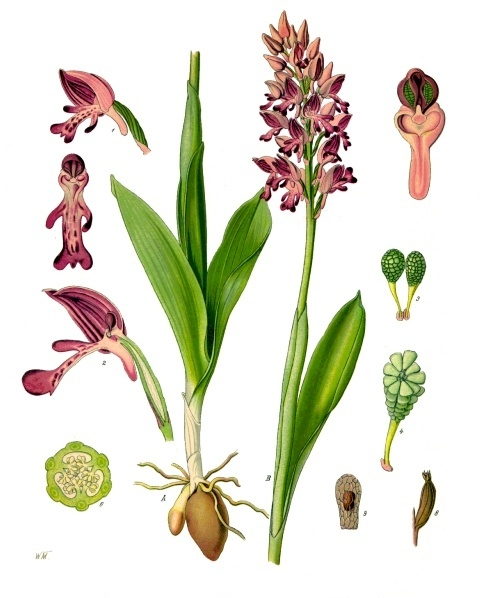
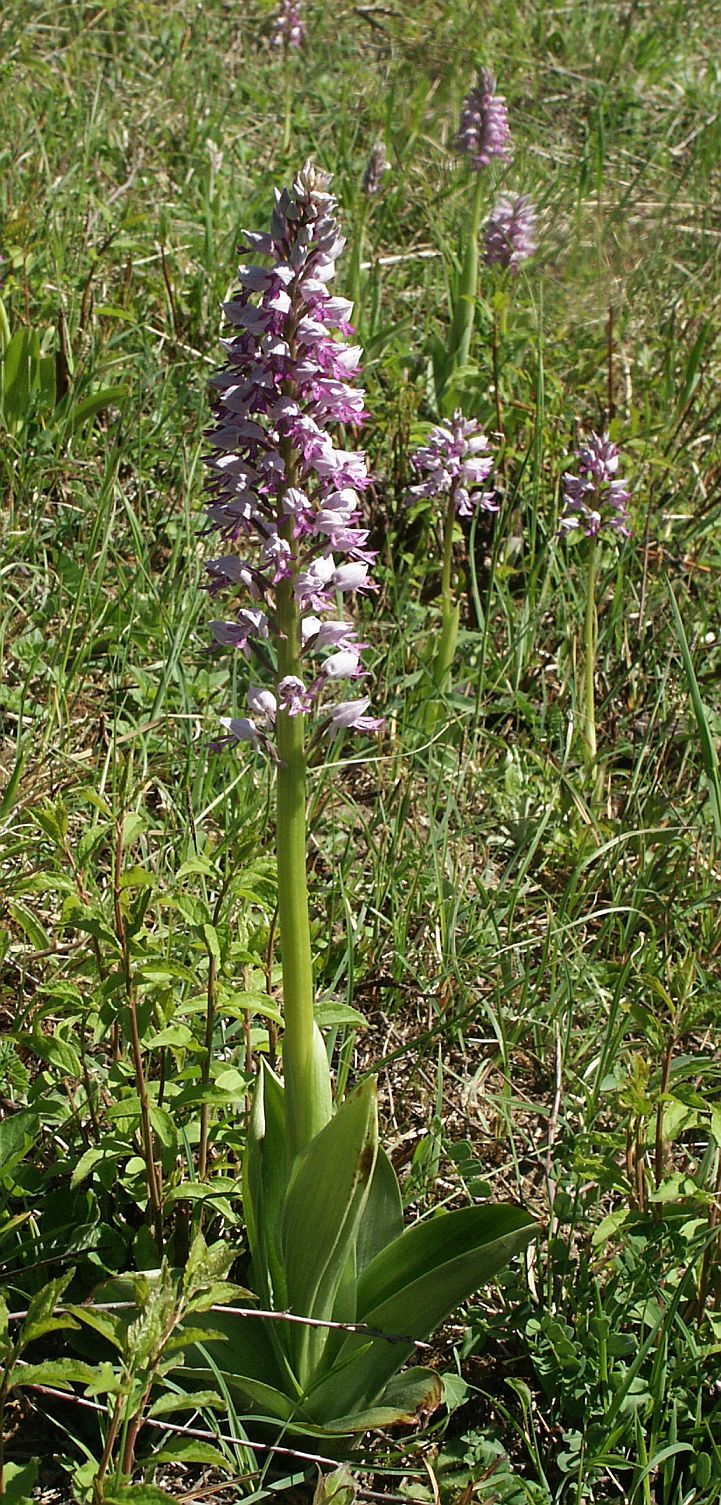
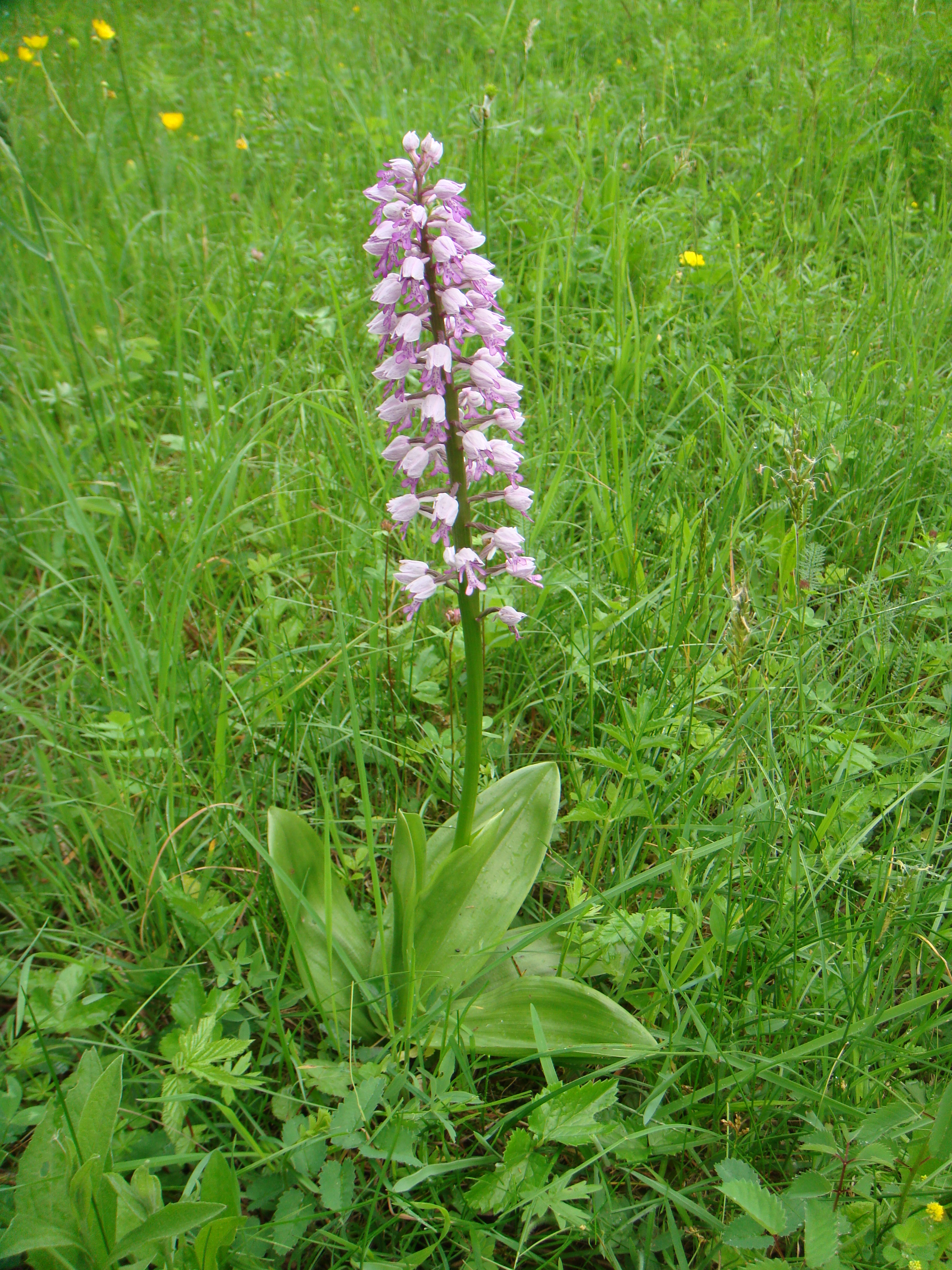
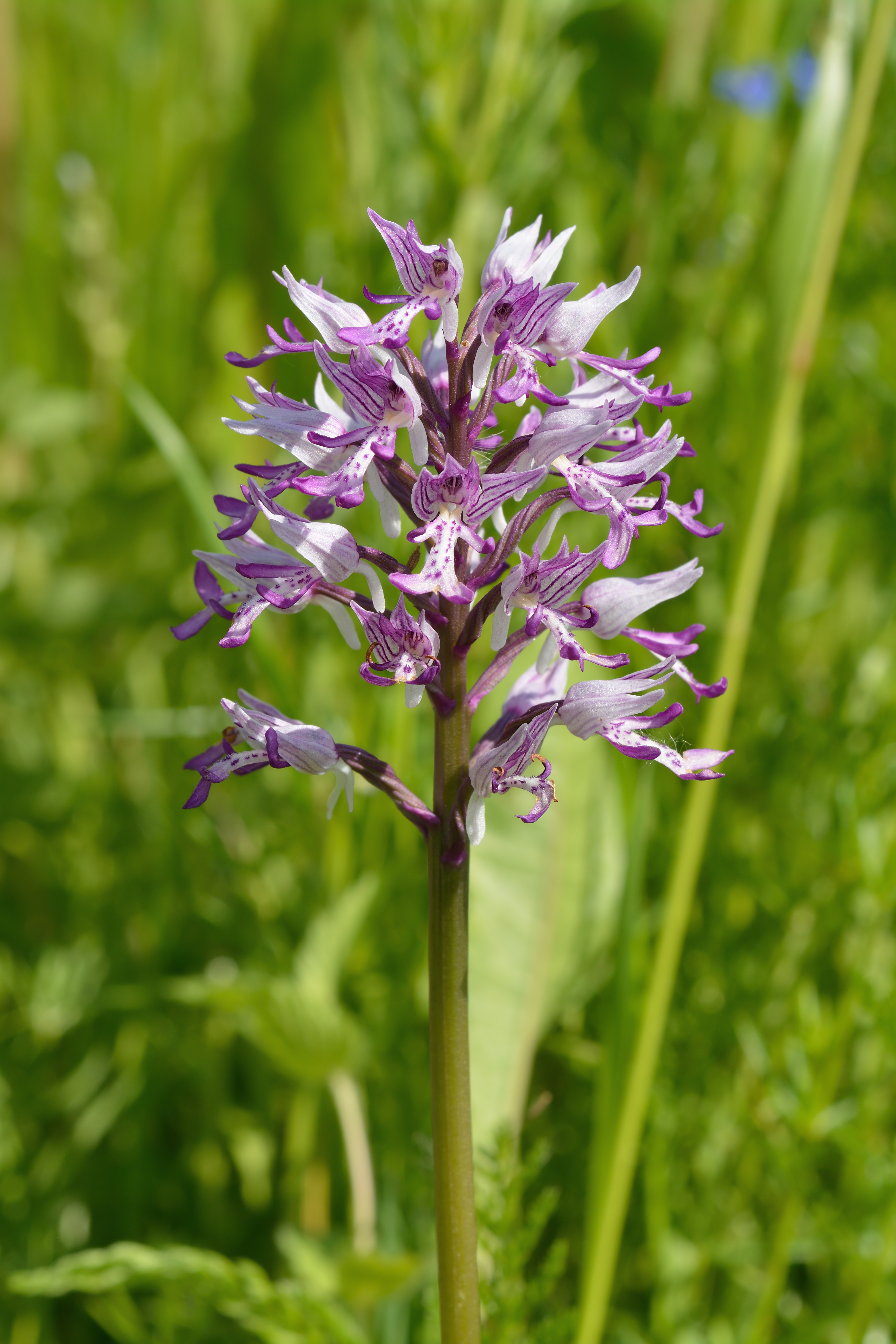